# Sebestyén Bálint
Sebestyén Bálint (Kapuvár, 1983. január 13. –) Harangozó Gyula-díjas táncművész, a Győri Balett magántáncosa.

## Tanulmányok
- Kovács Margit ÁMK -rajz tagozat- (1989-)
- Tánctagozatos Általános Iskola (1990-)
- Győri Balett Művészeti Szakközépiskolája / Győri Tánc- És Képzőművészeti Szakközépiskola (1997-2001)
- Magyar Táncművészeti Főiskola -klassz.balett pedagógus szak-

## Főbb szerepek
- Szemtanú (Nino Rota- William Fomin: Casanova)
- Banquo (Penderecki, Part, Piazzola- Marie Brolin-Tani: Macbeth)
- Masetto (W.A.Mozart- William Fomin: Giovanni)
- Horatio (Shostakovich, Lutoslawski- Marie Brolin-Tani: Hamlet)
- Chaplin (Chaplin, Wagner, C.Debussy...- Ben Van Cauwenbergh: Keep Smiling- Hódolat Chaplinnek)
- Petruska (Igor Sztravinszkij- Dmitrij Simkin, James Sutherland: Petruska)
- Torreádor (Christopher Benstead- Robert North: Carmen)
- Paint it black (The Rolling Stones- Christopher Bruce: Rooster / Kakas)
- Freddie (Queen- Ben Van Cauwenbergh: Queen)
- Gilbert Bécaud (Edith Piaf, Gilbert Bécaud, Jacques Brel- Ben Van Cauwenbergh: La Vie en Rose / Rózsaszínház)
- Sors (Budapest Bár- Pál Kálmán: Én nem tudom, mit hoz a holnap... /Karzat Színház rendezésében)
- Fiatal fiú (Míkisz Theodorákisz – Harangozó Gyula: Zorba)
- Szamár (F. Mendelssohn- Youri Vámos: Szentivánéji álom)

további szerepek:
- Rómeó és Júlia (Prokofjev- Robert North)
- Purim, avagy a sorsvetés (Jávori Ferenc "Fegya"- Juhos István "Putto", William Fomin)
- Játék a szerelemről (Handel, Telemann, Rossini...- Libor Vaculik)
- Carmina Burana (C.Orff- Günter Pick)
- Az operaház fantomja (Liszt, Schubert, Reményi- Libor Vaculik)
- Örökkörök (Tolcsvay László- Bombicz Barbara)
- B.K.L- Magyar Triptichon (Bartók, Kurtág, Ligeti- Alexander Scheider-Rossmy)
- Klezmer Táncszvit (Jávori Ferenc "Fegya"- Bozsik  Yvette, Román Sándor, William Fomin)
- Troy Games / Trójai játékok (Batucada Brasíliai Samba...- Robert North)
- Panta Rhei / Évszakok (J. Haydn- Egerházi Attila)
- Tavaszi áldozat (I. Sztravinszkij- Kun Attila)
- Gaudi (Errki Sven Tüür, J.S.Bach...- Gustavo Ramirez Sansano)
- Tóth Ilona emlékére, 1956 (Thomas Newman, James Newton Howard- Velekei László)
- A halál és a lányka (F.Schubert- Robert North)
- Elan (Burkali Teodor- Velekei László, Shóthy Virág, Sebestyén Bálint)
- Tiszavirág (James Newton Howard- Velekei László)
- Exit (Burkali Teodor- Kulcsár Noémi)
- Magyar Rapszódia (Liszt Ferenc- Fodor Zoltán)
- Kodály (Kodály- Velekei László)
- Az üvegház (P. Glass, F.Schubert- Leo Mujic

## Díjak
- Az év végzős növendéke (2001)
- Eon-díj (2002)
- Kardirex-díj (2003)
- Harangozó Gyula-díj (2009)
- Carmen-díj (2009)
- Zechmeister Károly Ezüst Emlékérem (2010)
- Nívódíj, az év férfi táncosa (2011)
- Taps-díj (2013)

## Zenekarok
- Manifest / ének, ütőhangszerek (2001-2005)
- RAS Q  /dob, ütőhangszerek (2008-)
- Alabanda / ütőhangszerek (2012-)